# Nikoleta Jíchová
Nikoleta Jíchová (* 29. August 2000 in Prag) ist eine tschechische Leichtathletin, die sich auf den 400-Meter-Hürdenlauf spezialisiert hat.

## Sportliche Laufbahn
Erste Erfahrungen bei internationalen Meisterschaften sammelte Nikoleta Jíchová im Jahr 2018, als sie bei den U20-Weltmeisterschaften in Tampere mit 13,83 s im Halbfinale im 100-Meter-Hürdenlauf ausschied. 2021 belegte sie dann bei den U23-Europameisterschaften in Tallinn in 57,30 s den achten Platz über 400 Meter Hürden und gewann mit der tschechischen 4-mal-400-Meter-Staffel in 3:30,11 min die Goldmedaille. 2022 schied sie bei den Europameisterschaften in München mit 55,48 s im Halbfinale und wurde mit der Staffel im Vorlauf disqualifiziert. Im Jahr darauf wurde sie bei der 1. Liga der Team-Europameisterschaft im Rahmen der Europaspiele in Chorzów in 55,44 s Sechste und schied dann bei den Weltmeisterschaften in Budapest mit 55,01 s im Semifinale aus. 2024 belegte sie bei den Europameisterschaften in Rom in 54,91 s den vierten Platz. Anschließend schied sie bei den Olympischen Sommerspielen in Paris mit 55,31 s in der Hoffnungsrunde aus.
2025 wurde sie bei den Halleneuropameisterschaften in Apeldoorn in der ersten Runde über 400 Meter wegen einer Bahnübertretung disqualifiziert und gewann mit der 4-mal-400-Meter-Staffel in 3:25,31 min gemeinsam mit Lada Vondrová, Tereza Petržilková und Lurdes Gloria Manuel die Bronzemedaille hinter den Teams aus den Niederlanden und dem Vereinigten Königreich.
In den Jahren von 2021 bis 2023 wurde Jíchová tschechische Meisterin im 400-Meter-Hürdenlauf sowie 2024 über 200 Meter. 2021 wurde sie Hallenmeisterin in der 4-mal-200-Meter-Staffel sowie 2025 über 400 Meter.

## Persönliche Bestleistungen
- 200 Meter: 23,47 s (−0,1 m/s), 30. Juni 2024 in Zlín
- 400 Meter: 52,92 s, 15. Mai 2022 in Ostrava
  - 400 Meter (Halle): 52,07 s, 4. Februar 2025 in Ostrava
- 100 m Hürden: 13,60 s (+0,3 m/s), 15. Juni 2019 in Prag
  - 60 m Hürden (Halle): 8,42 s, 16. Februar 2019 in Ostrava
- 400 m Hürden: 54,59 s, 10. Juni 2024 in Rom